# Eddie Kirkland
Eddie Kirkland (ur. 16 sierpnia 1923 na Jamajce, zm. 27 lutego 2011 w Crystal River na Florydzie) – amerykański muzyk bluesowy. Nagrywał z Johnem Lee Hookerem. Koncertował z Otisem Reddingiem.

## Wybrana dyskografia
- It's the Blues Man! (Tru-Sound Records, 1962)
- The Devil and Other Blues Demons (Trix Records, 1973)
- Front and Center (Trix, 1972)
- Have Mercy (Evidence Records, 1988)
- All Around the World (Deluge Records, 1992)
- Some Like it Raw (Deluge, 1993)
- Where You Get Your Sugar (Deluge, 1995)
- Lonely Street (Telarc Records, 1997)
- Movin' On (JSP Records, 1999)
- Democrat Blues (Blue Suit Records, 2004)
- The Way It Was (Red Lightnin', 2005)
- Booty Blues (Hedda, 2006)
- Foghat Last Train Home (2010)